# Kurt D. Singer

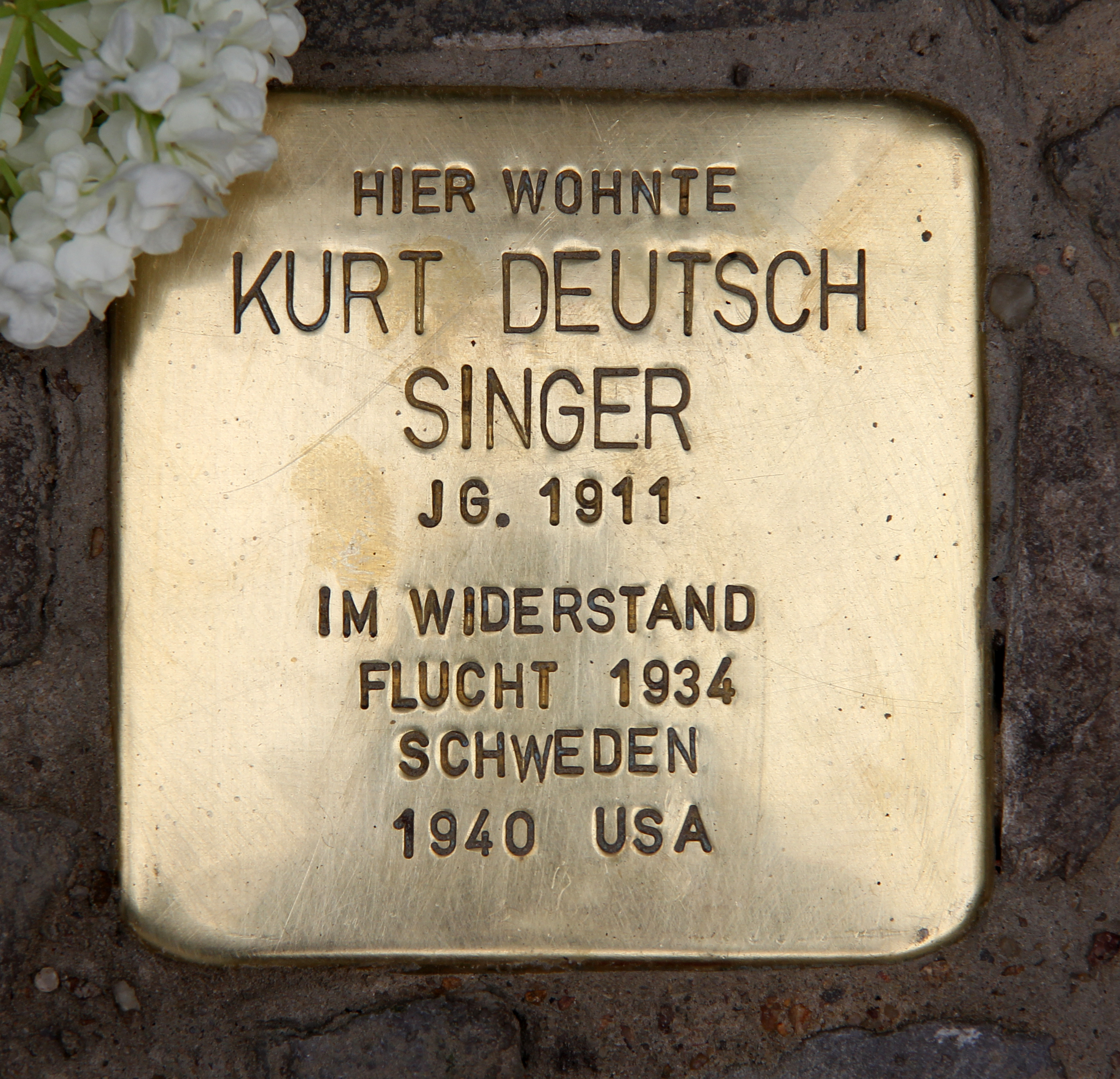
Stolperstein für Kurt D. Singer, Berlin-Wilmersdorf Jenaer Straße 9

Kurt D. Singer (eigentlich Kurt Deutsch, Pseudonym P. Carbone, * 10. August 1911 in Wien, Österreich-Ungarn; † 9. Dezember 2005 in Santa Barbara) war ein österreichisch-amerikanischer Publizist und Spion.

## Leben
Kurt Deutsch war ein Sohn des Geschäftsmanns Ignatz Deutsch († 1925) und seiner Frau Irene, geb. Singer. Seine Mutter stammte aus einer jüdischen Familie, sein Vater war Katholik, er selbst war katholisch getauft, wurde vor allem im gemäßigt religiösen jüdischen Haushalt der Großeltern geprägt und bezeichnete sich später als überzeugten Freidenker und Agnostiker.  Ab 1919 wuchs er in Berlin auf. Nach dem frühen Tod des Vaters musste er seinen Besuch des Kaiser-Friedrich-Realgymnasiums in Berlin-Neukölln abbrechen und machte eine Lehre in einem Unternehmen, das Eisenbahn-Güterwagen baute und an Firmen vermietete.

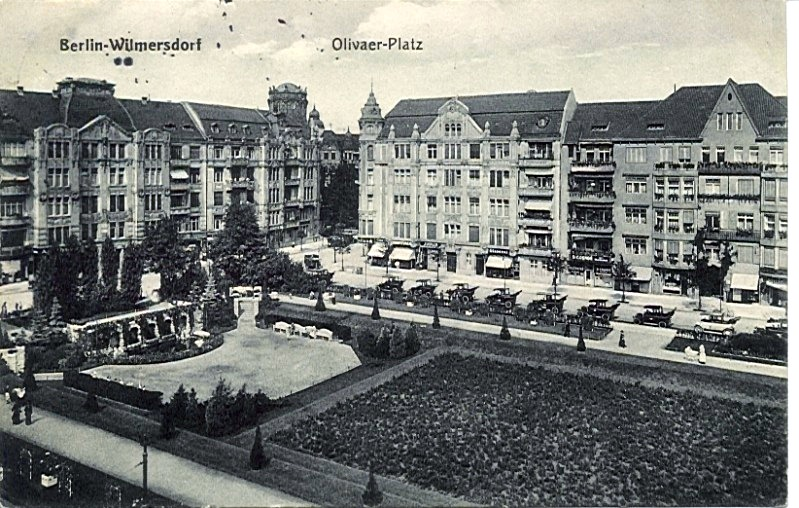
Olivaer Platz

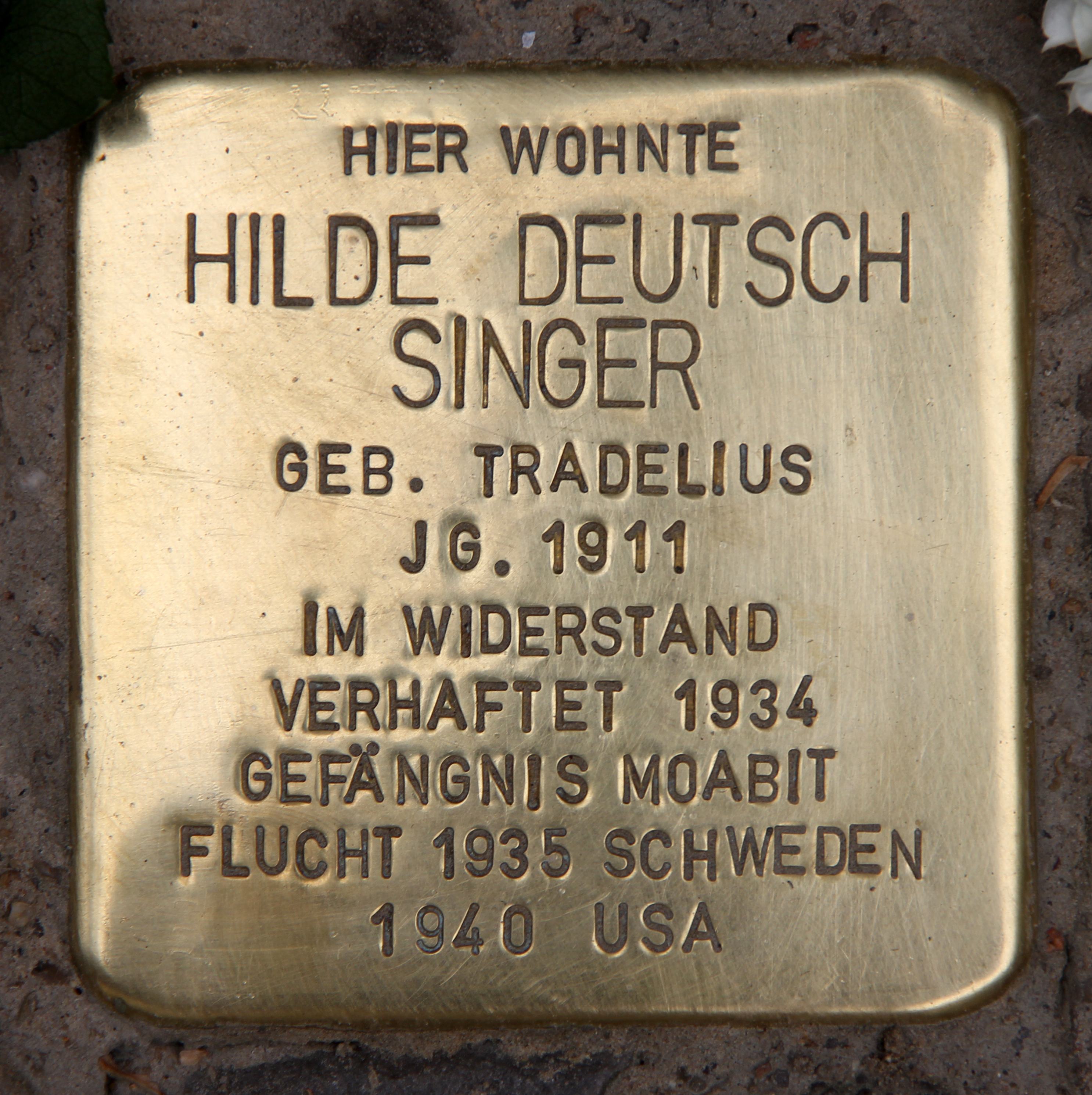
Stolperstein für Hilde Singer, Berlin-Wilmersdorf, Jenaer Straße 9

Nach einem kurzen Studium an der Universität Zürich 1932 heiratete er die Röntgenassistentin Hilde, geb. Tradelius (1911–2014). Ihre Eltern erwarben für das Paar die Buchhandlung am Olivaer Platz. In dessen Keller stellten Kurt und Hilde Deutsch nach der Machtübernahme der Nationalsozialisten 1933 illegale Flugblätter her. Die Aussage einer Mitarbeiterin führte im Februar 1934 zur Verhaftung von Hilde Deutsch und zur Flucht von Kurt Deutsch. Er ging zunächst nach Reichenberg und dann über Prag und Wien nach Schweden. Seine Frau kam nach einem Jahr Haft frei und folgte ihm nach Schweden. Von seinen Verwandten wurden seine Mutter Irene, seine Großeltern Julius und Clementine Singer, seine Onkel Adolf Deutsch und Leo Bratmann und seine Cousins Richard Deutsch und Nemeti Sandor im Holocaust ermordet; seine Schwiegermutter Alice Tradelius wurde 1938 erhängt in einer Zelle aufgefunden.
In Schweden war er als Journalist und Publizist in Stockholm tätig. Er schrieb zunächst unter dem Pseudonym P. Carbone und nahm dann den Mädchennamen seiner Mutter Singer an. Er war Mitarbeiter der von Max Sievers herausgegebenen Wochenzeitung Freies Deutschland, schrieb für sozialdemokratische Zeitungen und veröffentlichte eine Reihe von anti-nationalsozialistischen Schriften. 1935 war er Mitbegründer des Ossietzky-Komitees. Seine 1936 veröffentlichte Biographie Ossietzkys und sein Einsatz im Komitee trugen mit dazu bei, dass Carl von Ossietzky am 23. November 1936 rückwirkend der Friedensnobelpreis des Jahres 1935 zugesprochen wurde. Später setzte sich das Paar dafür ein, dass Ossietzkys Tochter Rosalinda nach Schweden kommen konnte. Für die Zeitschrift Folket i Bild machte er ein Interview mit Leo Trotzki in dessen norwegischen Exil.
1939 erschien seine Veröffentlichung Göring. Tysklands farligaste man, in der er Hermann Göring wegen seiner Drogenabhängigkeit (Morphinismus) als Deutschlands gefährlichsten Mann darstellte. Das Buch wurde auf Verlangen der deutschen Regierung in Schweden beschlagnahmt. Einer geforderten Auslieferung entging Singer dadurch, dass er zum Auslandskorrespondenten einer Göteborger Zeitung gemacht wurde und damit ein Visum für die USA erhielt. Über den damals finnischen Hafen Petsamo erreichte er auf einem finnischen Schiff am 3. Juli 1940 New York City.
In den USA war er als Publizist, Autor und Redner tätig und übernahm Rechercheaufgaben für verschiedene alliierte Geheimdienste. Kurzzeitig war er auch Agent Otto Strassers in den USA. Nach Kriegsende wirkte er als Lektor und Autor.
1951 erwarb er einen Doktorgrad der School of Metaphysics in Indianapolis. Im selben Jahr erhielt er die US-amerikanische Staatsbürgerschaft.
Er zog nach Kalifornien und gründete den Pressedienst Singer Communications Inc. in Anaheim.
Aus seiner ersten Ehe, die 1955 geschieden wurde, hatte er die Tochter Marian Alice Birgit, verh. Fozard (* 5. Januar 1940 in Stockholm – 29. November 2003 in Palm Harbor, Florida) und den Sohn Kenneth Walt (* November 1945). 1955 heiratete er in zweiter Ehe die Literaturagentin Jane Sherrod (1917–1985). Nach ihrem Tod heiratete er Kyung Ja (Katherine) Han (* 1944).

## Nachlass
Der Großteil seines Nachlasses sowie seine Bibliothek kamen an die Boston University. Eine kleine Sammlung zu Kurt Singer besitzt das Leo-Baeck-Institut in New York. Seine Veröffentlichungen zu Lyndon B. Johnson und seinem Umfeld verwahrt die Lyndon Baines Johnson Library & Museum.

## Bibliografie (Auswahl)

### Eigene Werke
- Det kommande Luftkriget. 1935

2. Auflage: Det kommande kriget. Folkets Förlag, Stockholm 1935.
- Carl von Ossietzky: fredskämpen i koncentrationsläger. Fredens Förlag, Stockholm 1936, DNB 993413900,
mehrere Auflagen, auch Dänisch (übersetzt von Esther Gretor) und Englisch.
  - Deutsch: Carl von Ossietzky. Europa-Verlag, Zürich 1937, DNB 992429412, (mit einem Vorwort von Albert Einstein)
- Martin Niemöller: prästen i koncentrationslägret; med 50 brev från koncentrationslägret. Fridem, Stockholm 1938, DNB 993414303.
- Göring. Tysklands farligaste man. Federativs Förlag, Stockholm 1939, DNB 983888922.
- Duel for the Northland. The War of Enemy Agents in Scandinavia. McBride, New York 1943, DNB 992857724.
- Spies and Traitors of World War II. Prentice-Hall, New York 1945, DNB 993414516.
  - Deutsch: Spione und Verräter des zweiten Weltkrieges. Falken, Zürich 1946, DNB 576191620.
- Three Thousand Years of Espionage. Prentice-Hall, New York 1948, DNB 964054000.
- The Worldʼs Greatest Women Spies. W. H. Allen, London, 1951.
  - Deutsch: Die grössten Spioninnen der Welt. Übersetzt von N. O. Scarpi. Scherz, Bern 1954, DNB 454722060.
- The Men in the Trojan Horse. Beacon Press, Boston 1953.
  - Spione von heute. Übersetzt von Hans C. Retzer. Obelisk, Velden a. W. 1956 DNB 454722052.
- The Danny Kaye Saga. Hale, London 1957, DNB 991958772.
- Hemingway. Holloway House, Los Angeles 1961. DNB 991959418.
- Mit Jane Sherrod Dr. Albert Schweitzer, Medical Missionary. Minneapolis: T. S. Denison 1963, DNB 578156849.
- Mit Jane Sherrod: Lyndon Baines Johnson, Man of Reason. T. S. Denison, Minneapolis 1969, DNB 991959647.
- I Spied and Survived. Autobiografie. Leisure Books, New York 1980, DNB 991959507.

### Herausgeber
- The Worldʼs Greatest Spy Stories. W. H. Allen, London 1954.
  - Die im Schatten blieben. Dörner, Düsseldorf 1958, DNB 454808070
- Mit Jane Sherrod: Great Adventures in Crime. T. S. Denison, Minneapolis 1962, DNB 99194948X.
- Tales of Terror. W. H. Allen, London 1967.
  - Deutsch: Horror: Gruselgeschichten aus alter und neuer Zeit. Übersetzt von Joachim A. Frank. Büchergilde Gutenberg, Frankfurt a. M. 1968, ISBN 3-7632-1522-0, (Illustriert von Günther Stiller). Auch als: 13 Horror Stories – Weltberühmte Erzählungen aus dem Unheimlichen. Übersetzt von  Wulf Bergner. Heyne (Heyne-Anthologien #36), München 1972, DNB 730047644.
- Kurt Singerʼs Gothic Horror Book. Allen, London 1974, DNB 991949404.

Deutsche Zusammenstellungen
- Horror. (Anthologie-Reihe)
Heyne, München
  - Horror 1 – Klassische und moderne Geschichten aus dem Reich der Dämonen. Übersetzt von Joachim A. Frank. 1969, DNB 457030887.
  - Horror 2 – Gruselgeschichten aus alter und neuer Zeit, (Ghouls and Ghosts, 1972). Übersetzt von Joachim A. Frank. 1969, DNB 457030887.
  - Horror 3 – Klassische und moderne Geschichten aus dem Reich der Dämonen. Übersetzt von Joachim A. Frank. 1970, DNB 720082951.
  - Horror 4 – Klassische und moderne Geschichten aus dem Reich der Dämonen. Übersetzt von Charlotte Blauenstein. 1974, DNB 750129352.
  - Horror 5 – Klassische und moderne Geschichten aus dem Reich der Dämonen. Übersetzt von Richard Paul. 1975, DNB 750275170.